# كامباجنا
كامباجنا، (بالإنجليزية: Campagna)‏، (الإيطالية:kamˈpaɲɲa)، هي بلدة صغيرة و(بلدية) في مقاطعة ساليرنو، في منطقة كامبانيا، بجنوب إيطاليا. في عام 2010، كان عدد سكانها 16183.

## السكان
في سنة 1861 بلغ عدد السكان 9٬439 نسمة، وتطور العدد ليصل في سنة 2011 لـ 15٬953 نسمة.
يظهر هذا المخطط البياني تطور النمو السكاني لـ كامباجنا

## أعلام
- نيكولاس بلاندي
- خوان مارسير
- سيغالي ليوناردو